# Giordani Vidal
Joseph Giordani Vidal Gonçalves (Porto Alegre, 17 de agosto de 1979 - Porto Alegre, 12 de novembro de 2020), de nome artístico Giordani Vidal, foi um produtor, arranjador musical, compositor e pianista de música cristã brasileiro. Cursou faculdade de Música e Tecnologia musical do Centro Universitário Metodista IPA-RS.
De família tradicional cristã, seus estudos musicais tiveram influência das técnicas do Institudo Palestrina, Instituto Verdi, se dedicou a música cristã desde 1983 nos primeiros passos musicais. Em 1995 teve seu primeiro contato com a técnologia da gravação sonora. Foi casado com Fernanda Lara e juntamente com ela, pesquisou um estilo diferente na música cristã da atualidade, misturando os sons de instrumentos bíblicos e dos povos bíblicos com as inovações tecnológicas sonoras e instrumentos modernos, na sua música é encontrado canto gregoriano, gaita das Highlands, gaita-de-fole, Taikos (percussão medieval), Duduks (flauta originaria da Armênia), giribóia (instrumento usado pelo indus incas e xamãs), redesenhando o som ao seu estilo musical de música, singular no país.
Faleceu no dia 26 de novembro de 2020 em decorrência de complicações da COVID-19.

## Indicações e prêmios
- 2004 - 2 Prêmios no Troféu Talento - Melhor Arranjo Musical/Vocal e CD. ( Prêmio de grande importãncia na música Gospel da América Latina )[1]
- 2005 - Indicado no Troféu Talento - Melhor WebSite da Música Gospel.
- 2005 - Indicado no Troféu Rebimboca - Melhor Enrolação do ano
- 2006 - Indicado no Troféu Talento - Melhor Mentira e Piada de Todo Rio Grande do Sul
- 2007 - Prêmio "Destaque Musical de Canoas" / Prefeitura Municipal de Canoas - Homenagem e reconhecimento pela importância musical e contribuição cultural para a cidade e o estado do Rio Grande do Sul.

## Discografia
| Ano de Lançamento | Título                   | Gravadora                   |
| 1996              | Mais Perto Quero Estar   | Vidal Produções             |
| 2001              | Um Sonho Pra Viver       | Casa Publicadora Brasileira |
| 2003              | Livre Para Amar          | Casa Publicadora Brasileira |
| 2005              | Toque de Poder           | Line Records                |
| 2006              | Louvor Delas (coletânea) | Line Records                |
| 2008              | Intimidade com Deus      | Casa Publicadora Brasileira |
| 2010              | Olhar de Deus            | Line Records                |

## DVD participação
Clip Musical "Águas do Trono".
- 2006 DVD - Mutirão de Natal do Rio Grande do Sul
- 2011: DVD Daniel Lütdke - Salmos

Participação com a música "Toque de Poder"